# Bradophila pygmaea
Bradophila pygmaea – gatunek widłonoga z rodziny Bradophilidae. Nazwa naukowa tego gatunku skorupiaków została opublikowana w 1878 roku przez duńskiego zoologa Georga Mariusa Reinalda Levinsena.